# サーダリ
サーダリ（イタリア語: Sadali）は、イタリア共和国サルデーニャ自治州南サルデーニャ県にある、人口約900人の基礎自治体（コムーネ）。

## 地理

### 位置・広がり

#### 隣接コムーネ
隣接するコムーネは以下の通り。
- エステルツィーリ
- ヌッリ
- セウーイ
- セウーロ
- ヴィッラノーヴァ・トゥーロ